# Giuseppe Molina
Giuseppe Molina (* 1931; † 3. November 2014) war ein italienischer Tischtennisspieler. In den 1950er und 1960er Jahren nahm er an sieben Weltmeisterschaften und einer Europameisterschaft teil.

## Erfolge
Mit 17 Jahren begann Giuseppe Molina mit dem Tischtennissport. Er war Abwehrspieler, konnte aber auch mit Angriffsschlägen kontern (ähnlich wie Eberhard Schöler). Er gewann 1951, 1962 und 1963 die nationale italienische Meisterschaft im Einzel.
Insgesamt 68 mal wurde er in die Nationalmannschaft berufen. Von 1951 bis 1965 nahm er an sieben Weltmeisterschaften teil, kam dabei jedoch nie in die Nähe von Medaillenrängen.
1969 beendete er seine Laufbahn als Leistungssportler. 1981 war er als Manager im Verein Molina e Bianchi in Vigevano tätig.
Beruflich war Giuseppe Molina in der Schuhindustrie tätig, wo er Maschinen zur Schuhproduktion entwickelte und vertrieb.

## Turnierergebnisse
| Verband | Veranstaltung     | Jahr | Ort       | Land | Einzel       | Doppel       | Mixed        | Team |
| ------- | ----------------- | ---- | --------- | ---- | ------------ | ------------ | ------------ | ---- |
| ITA     | Weltmeisterschaft | 1965 | Ljubljana | YUG  | keine Teiln. | keine Teiln. | keine Teiln. | 41   |
| ITA     | Weltmeisterschaft | 1963 | Prag      | TCH  | keine Teiln. | keine Teiln. | keine Teiln. | 33   |
| ITA     | Weltmeisterschaft | 1959 | Dortmund  | FRG  | letzte 256   | Scratched    | keine Teiln. | 29   |
| ITA     | Weltmeisterschaft | 1957 | Stockholm | SWE  | letzte 128   | letzte 32    | letzte 128   | 23   |
| ITA     | Weltmeisterschaft | 1955 | Utrecht   | NED  | letzte 64    | letzte 128   | letzte 64    | 17   |
| ITA     | Weltmeisterschaft | 1954 | Wembley   | ENG  | Qual         | letzte 64    | keine Teiln. | 25   |
| ITA     | Weltmeisterschaft | 1951 | Wien      | AUT  | letzte 128   | letzte 64    | letzte 32    | 19   |